# 184 î.Hr.

## Decese
- Plaut, părintele teatrului roman preclasic (n.c. 250 î.Hr.)